# Lolo-Bouenguidi
Lolo-Bouenguidi é um departamento da província de Ogooué-Lolo, no Gabão.